# Sabrina Le Beauf
Sabrina Le Beauf est une actrice américaine née le 21 mars 1958 à La Nouvelle-Orléans, Louisiane (États-Unis). La série Cosby Show a été son seul véritable succès puisqu'à la fin de la série, l'actrice a décidé de s'éloigner de la scène médiatique. Elle exerce aujourd'hui le métier d'architecte d'intérieur pour lequel elle a obtenu une certaine renommée dans la profession.

## Filmographie
| ANNÉE       | TITRE                                                                      | RÉALISATEUR       | RÔLES                     |
| ----------- | -------------------------------------------------------------------------- | ----------------- | ------------------------- |
| 1984 - 1992 | Cosby Show (serie tv)                                                      | /                 | Sondra Huxtable-Tibideaux |
| 1986        | Hôtel (serie tv)                                                           | /                 | Kate Miller               |
| 1989        | Howard Beach: Making a Case for Murder (Tv)                                | Dick Lowry        | Maresha Fisher            |
| 1993        | Star Trek : La nouvelle génération (serie tv) - saison 7 - épisodes 4 et 5 | /                 | Ensign Giusti             |
| 1999        | Cosby (serie tv) - saison 3 - épisode 19                                   | /                 | Gonreil                   |
| 2004 - 2005 | Fatherhood (serie tv)                                                      | /                 | Norma Bindlebeep          |
| 2009        | The Stalker Within                                                         | Arlene J.M. Grant | Leila                     |